# Eugenio Balzan
Eugenio Francesco Balzan (Badia Polesine, 20 de abril de 1874-Lugano, 15 de julio de 1953) fue un periodista y empresario italiano. En su memoria se entregan los prestigiosos galardones conocidos como Premio Balzan desde 1961. 

## Biografía
Eugenio Balzan nació en una familia de terratenientes de la provincia de Rovigo. Tuvo una juventud difícil debido a las inundaciones del río Adigio en Polesine, que arruinaron a su familia en 1882. Se trasladó a Milán y trabajó en el Corriere della Sera, donde fue ascendido en 1897 primero a corrector y después a periodista. En poco tiempo llegó a redactor, cronista y enviado especial. Firmó célebres reportajes sobre la explotación de los italianos emigrados en Norteamérica (Canadá y los Estados Unidos).
En 1903 Balzan se convierte en un poderoso director administrativo, habiendo adquirido parte de la propiedad del periódico, aunque se tratara de una pequeña cuota. Brazo derecho del director Luigi Albertini, contribuyó al crecimiento económico del periódico que se convierte en el principal diario italiano, pasando de las 75 000 copias de 1900, a las 150 000 de 1906, a las 275 000 cinco años después y al final de la Primera Guerra Mundial a casi 400 000. En 1920 la tirada llegó a las 600 000 copias.
Gracias a su iniciativa, la venta de publicidad pasó a ser gestionaba directamente en el "Corriere", iniciando la publicación de suplementos que tuvieron un gran éxito: en 1899, un dominical (La Domenica del Corriere), en 1901 "La Lectura", en 1903 la "Novela mensual" y en 1908 el Corriere Infantil. Balzan se preocupó de innovar en el "Corriere", dotándolo de las máquinas rotativas tecnológicamente más avanzadas y automatizadas, gestando también la mejor distribución y la venta.
La ambición y su éxito económico de su posición le llevaron a vivir aquella época como "los años del compromiso": por un lado, el punto más alto de su carrera, y por otro, las continuas tensiones con el ambiente que le rodeaba. Acusado por los fascistas y en particular modo por Roberto Farinacci de ser contrario al Duce, para mantener su posición se valía de su amistad con el hermano de Benito Mussolini, Arnaldo, periodista, que sin embargo murió de repente en 1931.
En 1933 Balzan cedió a las presiones y dejó el "Corriere" autoexiliándose, emigrando a Suiza, donde en unos años había acumulado una fortuna. Vivió entre Lugano y Zurigo hasta 1950, año de su retorno oficial a Italia, aunque no volvió nunca a establecerse. Murió en Lugano en 1953.

## Honores
- Cavaliere dell'Ordine della Corona d'Italia. (1909)

## La Fundación Balzan
Después de su muerte, la única hija y heredera, Angela Lina, instituyó la "Fundación Internacional Premio Eugenio Balzan", que desde 1961 otorga el Premio Balzan en varias disciplinas científicas, humanísticas y artísticas.

## Colección de pintura Eugenio Balzan
La colección de pintura particular que reunió en vida Eugenio Balzan, se encuentra expuesta desde 1944 en la Villa dei Cedri, en la localidad suiza de Bellinzona. Reúne obras de artistas lombardos y piamonteses de finales del siglo XIX y principios del siglo XX (Web Colección Eugenio Balzan).